# Мигель Лукас де Ирансо
Мигель Лукас де Ирансо (исп. Miguel Lucas de Iranzo; год рождения неизвестен, Бельмонте − 21 марта 1473, Хаэн) — испанский дворянин, политик и военный, 5-й коннетабль и главный канцлер короны Кастилии, а также главный сокольник, президент и губернатор королевского и высшего совета короны Кастилии, алькайд Алькала-ла-Реаль, Андухара и Хаэна и коррегидор Убеды и Баэсы, который был на службе у Энрике IV. Он был одним из трех валидо королевской семьи наряду с Бельтраном де ла Куэва, герцогом Альбуркерке, и Хуаном Пачеко, маркизом Вильена и герцогом Эскалона.
Он женился на Марии Терезе де Торрес де Наварра-и-Сольер, сеньоре Вильярдомпардо и Эскануэла. Поскольку у её детей не было потомков, Мария Тереза передала поместья своей тете Марии де Торрес де Наварра, вышедшей замуж за Фернандо де Португала, незаконнорожденного сына инфанта Дионисио де Португала. Мария Тереза была назначена своей подругой Изабеллой Католичкой первой настоятельницей монастыря Санта-Исабель ла Реал в Гранаде.

## Биография
Его образование проходило в лоне скромной семьи, пока он не поступил на службу к Хуану Пачеко, маркизу Вильена. Через него ему удалось войти в кастильский двор Хуана II, служить пажом при его старшем сыне, инфанте Энрике и, таким образом, суметь подняться в своей карьере благодаря аффективной связи с будущим монархом. Его главными соперниками в политической карьере были Хуан Пачеко, Бельтран де ла Куэва и Педро Хирон, магистр Ордена Калатравы.
В конце концов он занял ответственные должности, такие как старший сокольничий королевства, старший канцлер Кастилии и губернатор Алькала-ла-Реаль, Андухара и Хаэна, а в 1455 году стал членом Королевского совета. Позже он был назначен коррегидором Баэсы и Убеды и, наконец, констеблем Кастилии. Эта должность была пожизненной и стала вакантной после казни его предшественника Альваро де Луны пятью годами ранее. Его назначение вызвало подозрение у аристократов, учитывая вероятность прямого влияния на военные решения короля, из-за чего он в конце концов переехал в Хаэн в 1459 году, где за много лет до того, как женился на Марии Терезе де Торрес-и-Сольер из дома Торрес-де-Наварра и внучке по материнской линии француза Арнао де Сольера, сеньора Вильярдомпардо. Отец Терезы Торрес де Наварра был сеньором Вильярдомпардо и Эсканьюэлы, от которых у него было двое детей, Луиза и Луис Лукас де Торрес Наварра, ни один из которых не оставил потомков.
Между констеблем и окружающими его силами возникали частые споры, такие как противостояние с епископом Хаэна Альфонсо Васкесом де Акунья, который, наконец, получит приказ короля переехать в свою крепость в Бехихаре, откуда он будет беспокоить силы де Иранзо в апреле 1463 года. Наряду с влиятельной семьей его жены и семьями низшей знати, такими как Зайи и де ла Чика, которые, как и другие, хотели, чтобы его жена управляла городом, политик, который всегда поддерживал отношения со многими кастильскими дворянами.

## Реконструкция города Хаэн
Мигель Лукас создает монетный двор в Хаэне, Хаэнсиана, который посетил сам король Энрике IV в 1469 году. Он заказывает мощение площади Пласа-де-Санта-Мария, на которой были большие каменные массы. Были также предприняты работы по благоустройству города, такие как перенос мясных лавок за стены на нынешнюю Пуэрта-Баррера и планировка того, что станет главной дорогой города, Ла-Каррера.

## Убийство
Его убийство произошло 21 марта 1473 года, когда он молился на коленях в главной часовне собора. Оправдалось это поддержкой, которую коннетабль оказывал евреям, хотя, вероятно, причиной была зависть других дворян. Возможно, в убийстве участвовал маркиз де Вильена.
После его смерти король Энрике IV появляется в Хаэне инкогнито и отправляется в Совет, куда просит прибыть некоторых присяжных и регидоров, которых приказывает повесить на окнах, видимо, в отместку за убийство коннетабля.